# 延命新地

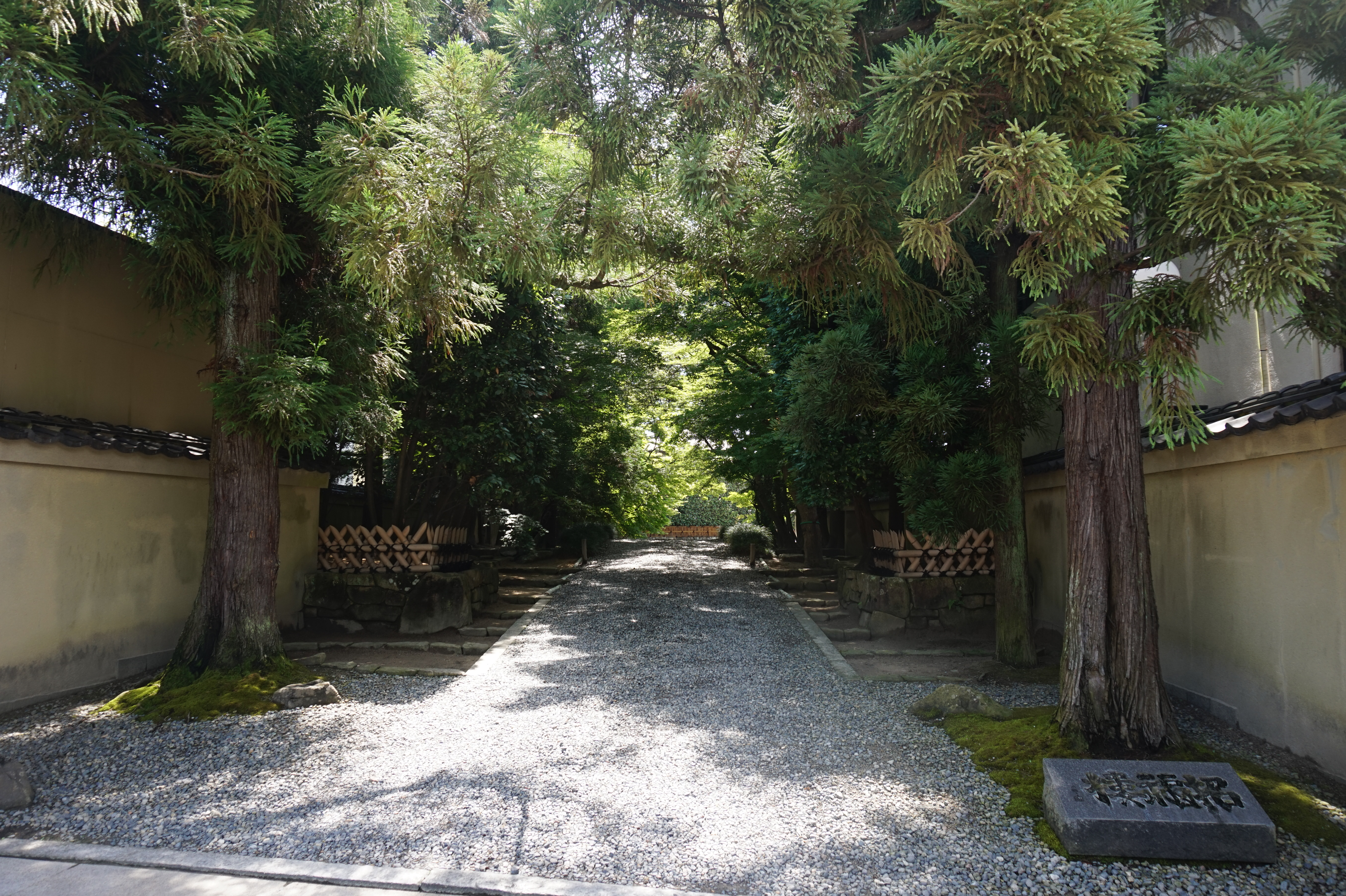
招福楼本店（2016年7月）

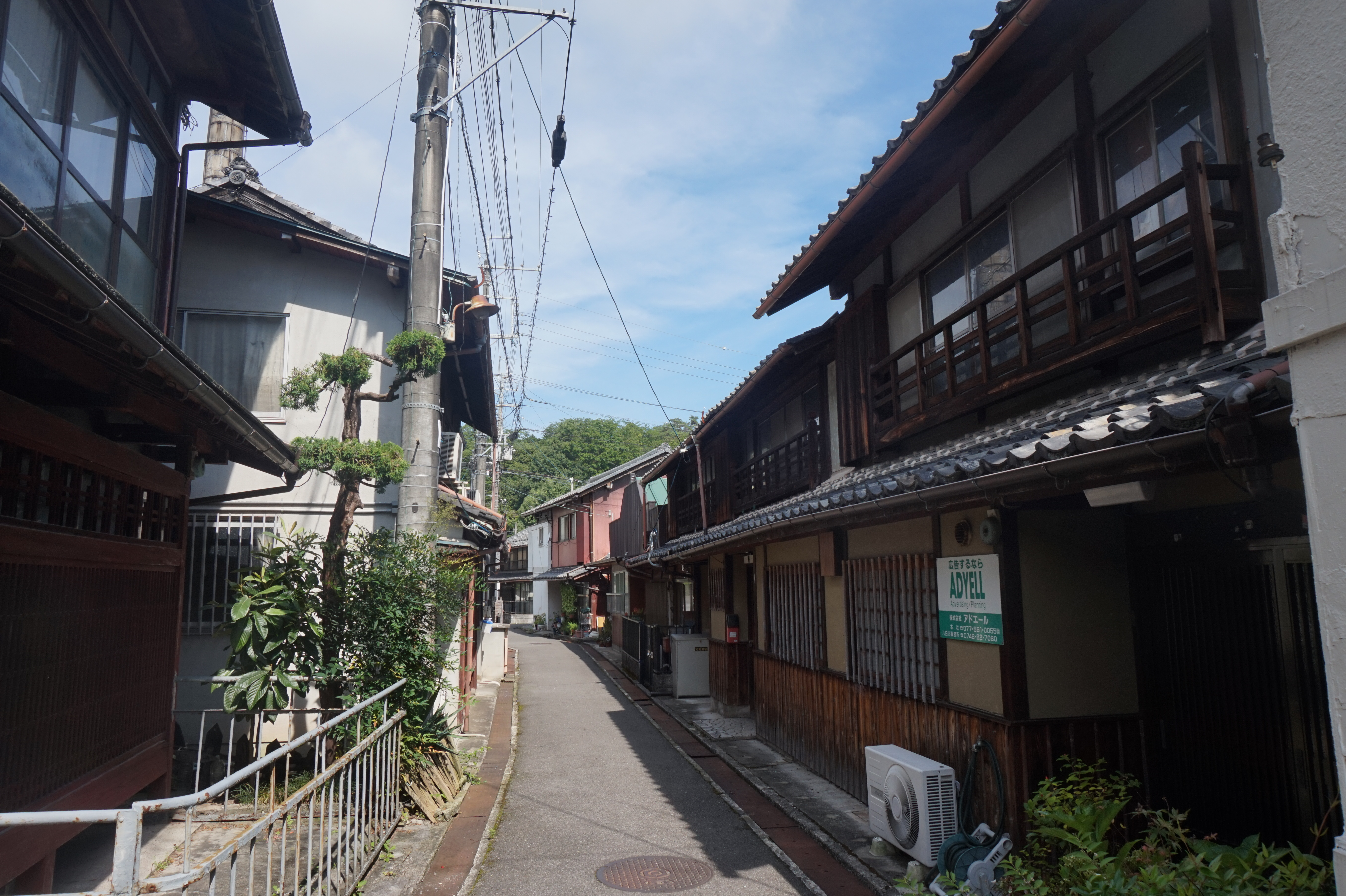
旧延命新地（2016年7月）

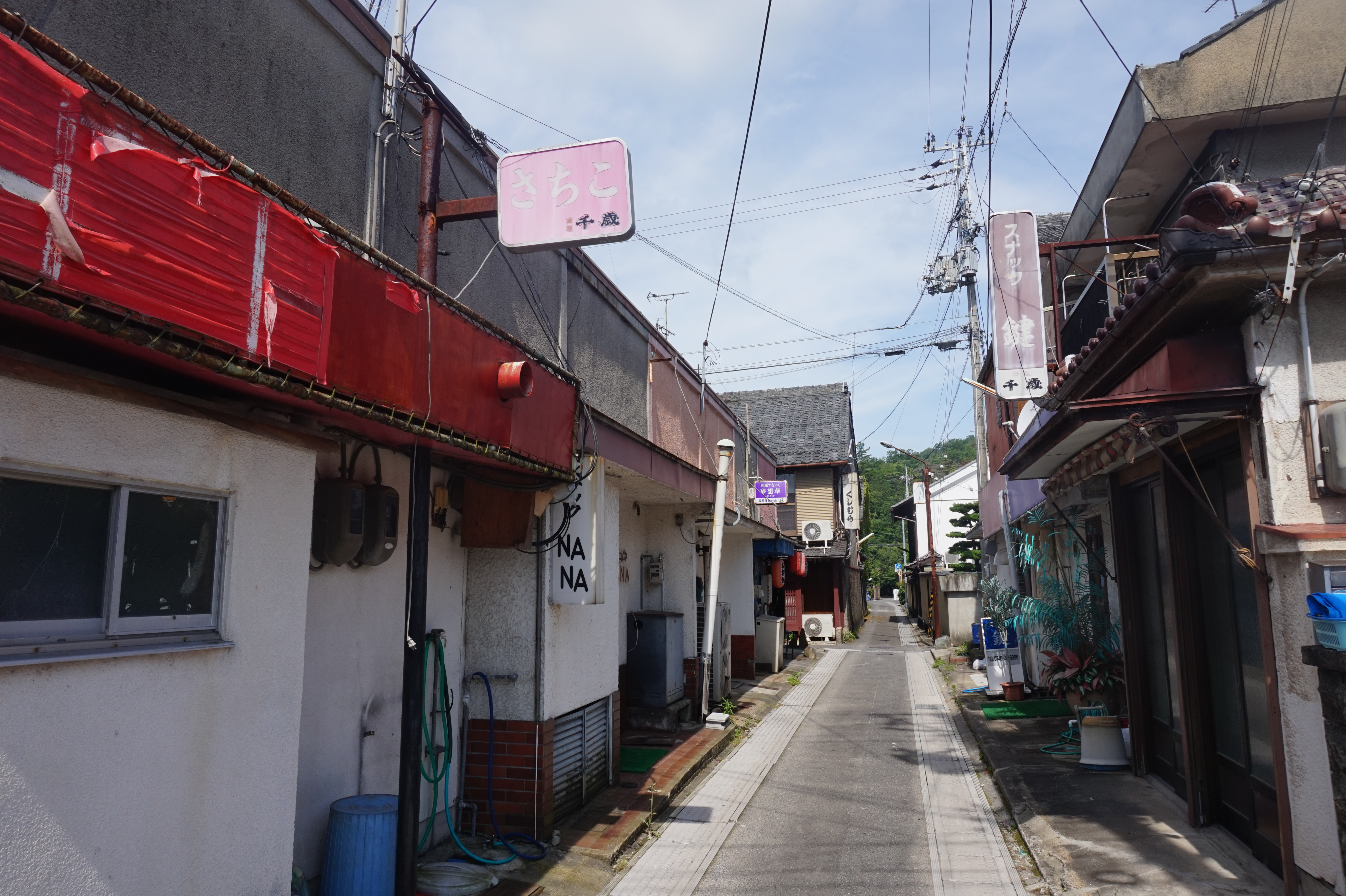
旧延命新地（2016年7月）

延命新地（えんめいしんち）は、かつて存在した花街、かつて赤線と呼ばれた滋賀県八日市市（現在の東近江市）の地域である。1885年（明治18年）に「下等免許地」とされた、同県神崎郡の「八日市村ノ内字新地、浜野村ノ内字寺ノ前」を指す。1956年（昭和31年）5月24日の売春防止法制定、1958年（昭和33年）4月1日の施行により遊郭は解体された。現在の八日市本町8番地・10番地から12番地、および7番地・13番地の一部であり、現在では飲食店街である。地域の1/3を超える敷地を料亭「招福楼」が現在も占める。

## 概要

### 遊郭の時代
遊郭の起源については不明であるが、八日市が市場町であること、古くから交通の要衝であったことから、近代以前であると考えられている。当初は、市場に近い市神神社（現在の八日市本町15番4号）付近に5軒程度がみられたのみであったという。旧御代参街道がその中心を南北に縦断し、同地がまだ神崎郡浜野村であった時代の1868年（明治元年）、料亭「招福楼」（現在の八日市本町8番11号）が、延命新地の旧御代参街道沿いに創業している。当時はまだ八日市駅も開業しておらず、新地は、延命山の東側のふもとの地であると認識されていた。
1885年（明治18年）6月に滋賀県が定めた「貸座敷及娼妓営業取締規則」に「八日市村ノ内字新地、浜野村ノ内字寺ノ前」に貸座敷営業を許可し、「下等免許地」であるとした。これは、1889年（明治22年）4月1日に町村制が敷かれる以前の八日市村から浜野村へとまたがる地域に、公式に貸座敷・娼妓営業が許可されたことを示している。町制が施行され、八日市町となった後の同年11月5日に改正された同規則によれば、大字八日市字新地・大字浜野字寺ノ前のこの延命新地のほか、滋賀郡大津町字上馬場町、同町字下馬場町、同町字甚七町、同町大字神出字真町ほか、坂田郡長浜町大字南片町、蒲生郡八幡町字池田町ほか、犬上郡彦根町字袋町の合計8か所が指定・許可されていた。八日市駅が開業したのは、1898年（明治31年）7月24日であり、同年には貸座敷は30軒を数え、1910年代の大正初年には貸座敷31軒、芸妓46人になっており、同県内でも大津・彦根に次ぐ存在に発展していた。このころには新地に角力常設館の萬歳館がつくられているが、これは映画館バンザイ館（のちの八日市昭和映劇、大字浜野564番地）として、1928年（昭和3年）6月18日に改めて開館している。1915年（大正4年）4月、延命新地の貸座敷・娼妓業者が「遊廓経営ノ延命山下公園一帯設備一切」を八日市町に寄付しており、同月14日には設備の一切が町有になっている。「延命山下公園一帯」とは延命公園とその一帯、つまりこの延命新地を指す。
1929年（昭和4年）に発行された『日本遊里史』によれば、当時の延命新地は、所在地が神崎郡八日市町大字浜野であり、貸座敷35軒、娼妓30人であった。この時代には、カフェー文化が花開き、延命新地にも「弁天カフェー」が存在した。新地の最盛期は、1938年（昭和13年）8月31日に編成された飛行第3戦隊が、大字沖野ヶ原 (現在の東近江市沖野）の八日市飛行場にあった時代である。朝から営業していた遊郭は新地だけとされ、「午前中は兵隊、午後は下士官、夜は将校と憲兵」という暗黙のルールまであり、当時は県内トップの売上高に達していたという。鉄道の発達にしたがい、隣の蒲生郡や愛知郡からも客が押し寄せた。

### 赤線とその終了後
第二次世界大戦後、1954年（昭和29年）8月15日には八日市町が近隣町村と合併して八日市市になった。1956年（昭和31年）5月24日の売春防止法制定、1958年（昭和33年）4月1日の施行により、他の地同様、延命新地の遊郭も解体された。その後の新地の店は、旅館、バー、クラブ、スナック等に業態を変更していった。1960年代に行われた住居表示の変更により、従来、新地のほぼ全域が八日市市浜野町であったのが八日市市本町に変わり、浜野町は「駅前グリーンロード」の北側のみになった。
バンザイ館は1940年（昭和15年）1月の火災を経て、昭和映画劇場と名を変え、戦後1955年（昭和30年）には協楽映画劇場を新設、2館で営業をつづけた（1996年閉館）。1971年（昭和46年）には、駅前の新地至近（現在の八日市本町1番15号）に、平和堂が第5号店として八日市店を出店しており、1994年（平成6年）に移転してからは、ボウリング場「ラピュタボウル八日市」がそれに代わった（2011年10月20日閉館）。八日市市は、近隣の町と合併して、2005年（平成17年）2月11日には東近江市になった。「招福楼」は、2007年（平成19年）に『ミシュランガイド』の「一つ星」に選ばれており、東京都千代田区丸の内に東京店、同新宿区の新宿伊勢丹にデパート店を出店している。「招福楼」については、池波正太郎もかつて『御飯以上 近江八日市・招福楼の懐石八寸』という文章を発表している。